# Lithodraba mendocinensis
Lithodraba es un género monotípico de plantas fanerógamas perteneciente a la familia Brassicaceae. Su única especie: Lithodraba mendocinensis, es originaria de Argentina.

## Taxonomía
Lithodraba mendocinensis fue descrita por (Hauman) Boelcke y publicado en Darwiniana 9(3–4): 351. 1952.
Sinonimia
- Xerodraba mendocinensis Hauman[3]